# 2-エン酸レダクターゼ
2-エン酸レダクターゼ（2-enoate reductase）は、フェニルアラニン代謝酵素の一つで、次の化学反応を触媒する酸化還元酵素である。
酪酸 + NAD+ {\displaystyle \rightleftharpoons } 2-ブテン酸 + NADH + H+
反応式の通り、この酵素の基質は酪酸とNAD+、生成物は2-ブテン酸とNADHとH+である。補因子としてFADと鉄、硫黄、鉄-硫黄を用いる。
組織名はbutanoate:NAD+ Δ2-oxidoreductaseで、別名にenoate reductaseがある。